# Richebourg (Yvelines)
Richebourg – miejscowość i gmina we Francji, w regionie Île-de-France, w departamencie Yvelines.
Według danych na rok 1990 gminę zamieszkiwało 1068 osób, a gęstość zaludnienia wynosiła 101 osób/km² (wśród 1287 gmin regionu Île-de-France Richebourg plasuje się na 619. miejscu pod względem liczby ludności, natomiast pod względem powierzchni na miejscu 348.).